# Derby (Derbyshire)
Derby é uma cidade da região leste da Inglaterra. A cidade é situada nas margens do Rio Derwent e faz parte do condado de Derbyshire. O censo de 2001 mostrou que a população era de 233 700 pessoas.

## Futebol
A cidade de Derby possui um importante clube do futebol inglês, o Derby County Football Club, fundado em 1884 e que manda seus jogos no Pride Park Stadium. O Clube já foi bicampeão da The Football League, atual Premier League, nos anos de 1971-1972 e 1974-1975, além de conquistar a FA Cup em 1945-1946 e outros torneios de menor importância.